# Ron Smoorenburg
Ron Smoorenburg (Nieuwegein, Países Bajos; 30 de abril de 1974) es un actor y artista marcial holandés. Es principalmente conocido por su debut cinematográfico como el secuaz luchador en la pelea final de ¿Quién soy yo? de Jackie Chan de 1998. Actualmente vive en Tailandia, donde trabaja como actor, doble y coreógrafo de lucha.

## Primeros años
Comenzó su entrenamiento en artes marciales a la edad de siete años, comenzando con el judo y cuatro años más tarde hizo la transición al karate y la lucha libre, una forma de artes marciales mixtas. Admite que fue influenciado por personas como Jackie Chan y Hwang In-Shik, así como por Jean-Claude Van Damme. Durante este tiempo estuvo haciendo demostraciones, algunas apareciendo en televisión  y luego fue en 1997 en vivo en un programa de televisión local, Smoorenburg ganó el récord de la patada más alta de 11 pies.

## Carrera cinematográfica
Cuando Jackie Chan estaba filmando ¿Quién soy yo? en Róterdam en 1997, Smoorenburg hizo una audición para un papel en la película. Impresionado con sus habilidades para patear, Chan lo contrató para interpretar a uno de los dos oponentes finales en los que Chan filmaría la pelea en el techo del edificio Willemswerf. Es aquí donde Ron aprendió a trabajar en una escena de lucha por primera vez y tuvo algunos problemas para adaptarse a los movimientos rítmicos característicos de Chan. Sin embargo, finalmente aprendió el ritmo, pero para los movimientos más complicados de las peleas, los miembros del equipo de acrobacias de Jackie Chan, Brad Allan, Andy Cheng y Nicky Li, lo doblaron. En 1999, Smoorenburg apareció como uno de los principales villanos en un episodio de la serie de acción de corta duración Der Puma: Kämpfer mit Herz enfrentándose a la estrella principal de la serie, Mickey Hardt, con Donnie Yen como director de acción.
La experiencia fue buena para Smoorenburg y asumió algunos papeles pequeños en películas de Hong Kong. Interpretó a un luchador de jaula en Gen-Y Cops con una breve escena de pelea contra Stephen Fung. Los dos tendrían una revancha más larga con Smoorenburg interpretando a un personaje parecido a Bryan Fury contra Iron Surfer de Fung, que se parecía a Hwoarang en la película inspirada en Tekken The Avenging Fist en 2001. Smoorenburg interpretaría a otro luchador en Born Wild junto a Louis Koo y ascendió a interpreta al villano principal en Martial Angels junto a Shu Qi.
Después de aprender las cuerdas en Hong Kong regresó a Holanda en 2002, donde comenzó a desarrollar sus habilidades como coreógrafo y actor de lucha. Apareció en la película de terror belga de 2002 Engine Trouble para el director Marc Ickx y en 2004 coprotagonizó y coreografió Fighting Fish, el primer largometraje de artes marciales de los Países Bajos, protagonizado por Kim Ho-Kim, nacido en China.
En 2005 fue a Tailandia para trabajar como doble de acción en Tom yum goong, donde se le ve como uno de los muchos luchadores en una pelea de uno contra muchos contra Tony Jaa. A Ron le encantó tanto la experiencia y los lugares que decidió mudarse allí. Desde entonces, Smoorenburg ha aparecido tanto en películas como en series de televisión en Tailandia, donde tiene la oportunidad de mostrar su estilo de acción. Se ha hecho muy amigo de gente como el as de los dobles nacido en Suecia y China Tim Man y del doble nacido en Francia Brahim Achabbakhe. Se le puede ver enfrentándose a Scott Adkins en Ninja: Shadow of a Tear y forma equipo con Achabbakhe para enfrentarse a Kane Kosugi en la secuela Tekken 2: Kazuya's Revenge.
En 2016, Smoorenburg tuvo un pequeño papel como un luchador que se enfrenta a Michael Jai White en la apertura de Never Back Down: No Surrender y será visto como el heroico Caballero Negro en Warrior's Gate junto a Dave Bautista. También ha aparecido en películas de Bollywood como Brothers and Sultan, protagonizada por Salman Khan.

## Filmografía seleccionada
- ¿Quién soy? (1998) - El secuaz de Morgan
- Gen-Y Cops (2000) - Luchador en jaula
- El puño vengador (2001) - El oponente de Iron Surfer
- Ángeles marciales (2001) - Paracov
- Nacido salvaje (2001) - Boxeador
- Problemas con el motor (2003) - Marc
- Fighting Fish (2004) - Mark (también coreógrafo de lucha)
- Tom-Yum-Goong (2005) - Secuaz
- El guardaespaldas 2 (2007) - Líder de pandilla
- Death Note: L Change the World (2008) - Sargento
- El quinto mandamiento (2009) - Miembro de una pandilla
- Street Fighter: La leyenda de Chun Li (2009) - La pandilla de Balrog
- Amor completo (2010) - Karl (inédito)
- La conspiración de Birmania (2011) - Mercenary Dragan 1
- Elefante blanco (2011) - Guardaespaldas
- Oosaravelli (2011) Película de Thelugu - El secuaz de Irfan Bai
- El factor viral (2012) - El secuaz de Tyler
- Billa 2 (2012) Película tamil - Secuaz ruso
- Perdidos en Tailandia (2012) - El ruso
- Solo Dios perdona (2012) - Muay Thai Fan
- Vikingdom (2013) - Capitán de Jomsberg
- Iddarammayilatho (2013) Película de Thelugu - Gang Fighter
- Ninja: La sombra de una lágrima (2013) - Dojo Fighter
- Tekken 2: La venganza de Kazuya (2014) - Thorn
- Brothers (2015) Película hindi - The Hammer
- Time Rush (2015) - Capitán Prevara
- Never Back Down: No Surrender (2016) - Primer oponente de Case
- Baaghi (2016) Película hindi - Lon, campeón del club de lucha
- Película Sultan Hindi - Ron
- La puerta de los guerreros (2016) - El caballero negro
- Warrior Savitri (2017) - El gerente
- Thor: Ragnarok (2017) como asgardiano
- Triple amenaza (2019) - Steiner